# Мельница (Волынская область)
Мельни́ца (укр. Мельниця) — село в Велицкой сельской общине Ковельского района Волынской области Украины.
Код КОАТУУ — 0722184301. Население по переписи 2001 года составляет 573 человека. Почтовый индекс — 45080. Телефонный код — 3352. Занимает площадь 0,028 км².

## История
Мельница впервые упомянута в летописи под 1247 годом, однако культурный слой на большом городище, сохранившемся близ села на правом берегу реки Мельницы, содержит отложения XI—XIII веков.